# 周倉

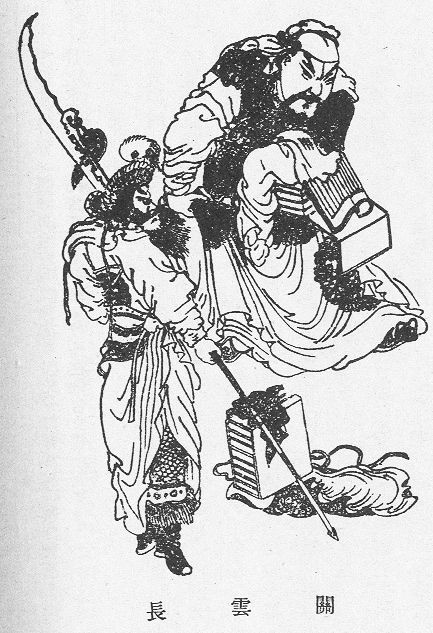
伺立在關羽身旁的持刀者為周倉。

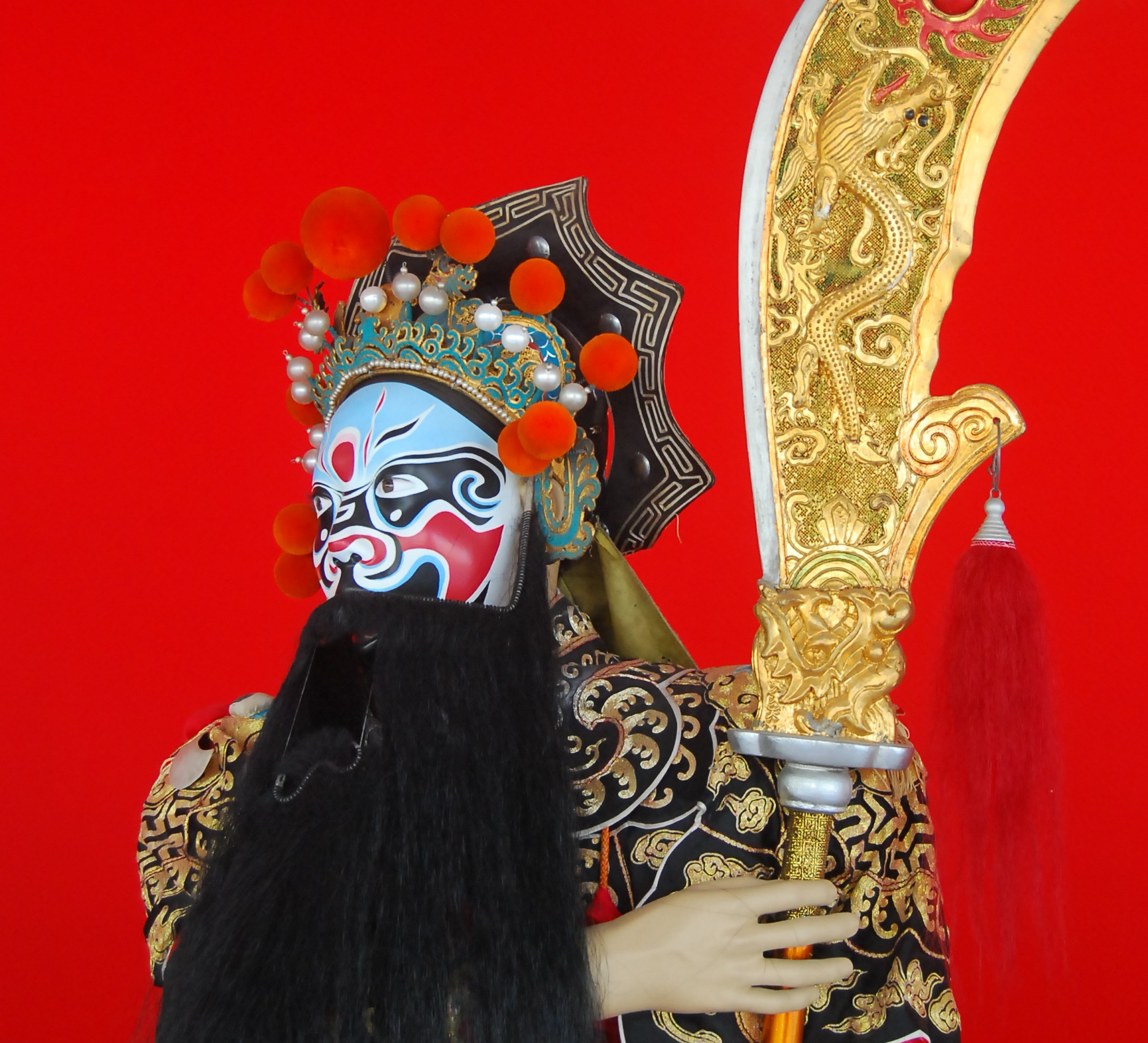
京剧中周仓的扮相

周倉，字元福，是《三國演義》中的人物，是關羽（關公）的部將，得知關羽父子遇害之後，自盡殉難。史實不詳，相傳關西人，本為張寶部將，黃巾之變後避居卧牛山，感於關羽忠義，因而投奔。關羽父子過世，他也自刃殉難。在《山西通志》中也有记载。宋徽宗封威寧將軍，元顺帝加封威宣忠勇公，明神宗改封威靈惠勇公。

## 歷史原型
在《三國志‧魯肅傳》中孫吳大臣魯肅在和蜀漢戍守荊州的關羽一次會晤中，指責關羽不講信義，不還荊州。但是話還沒說完，席間某人突然反駁說：「所謂土地，只要給有德行的人擁有就夠了，哪裏有本來就歸屬於誰的道理？」這段突如其來的發言引來了魯肅嚴厲地喝斥。接著，關羽拿起武器對那人說：「這是國家大事，你這人懂些什麼！」說完便使了眼色教那人離開。

## 演義記載
本為黃巾賊首領張寶的麾下之將，在黃巾軍潰敗之後落草為寇。漢壽亭侯關羽千里走單騎尋找劉備之時，經過裴元紹的介紹而結識周倉。周倉在隨黃巾軍征戰之時即聽聞過關羽之名，當即追隨關羽，關羽後來為孫權所擒，周倉得知消息，自刎而卒，英烈殉主。

## 民間影響
在民間信仰中，信眾稱周倉為周王公、周元帥、周將軍、周恩師等名號，常配祀於關聖帝君（關羽）之右側（左側為關平太子）作為其從神。其形象多為黑面長鬚、執持關刀而立。
以周倉為主神之廟宇少見，臺灣有由海漂神像發展而來的新北市萬里區野柳仁和宮及國聖仁和宮、臺南市鹽水區鎮南宮、基隆市安樂區崇德路仁安宮等、彰化縣北斗鎮中和路白鶴宮等。
非為主神但獨立奉祀（非作為關帝從神）者，臺灣有新北市金山區磺港承天宮、金山區水尾威靈宮、金山區五湖里福德堂、基隆市安樂區內寮福慶宮、基隆市信義區月眉路福靈宮、馬祖北竿鄉白沙境平水尊王廟等。
周倉的生日眾說紛紜，主要有六月十九日、六月廿二日、六月廿三日等說法，相差不多；成道日為十月廿三日。

## 藝術形象

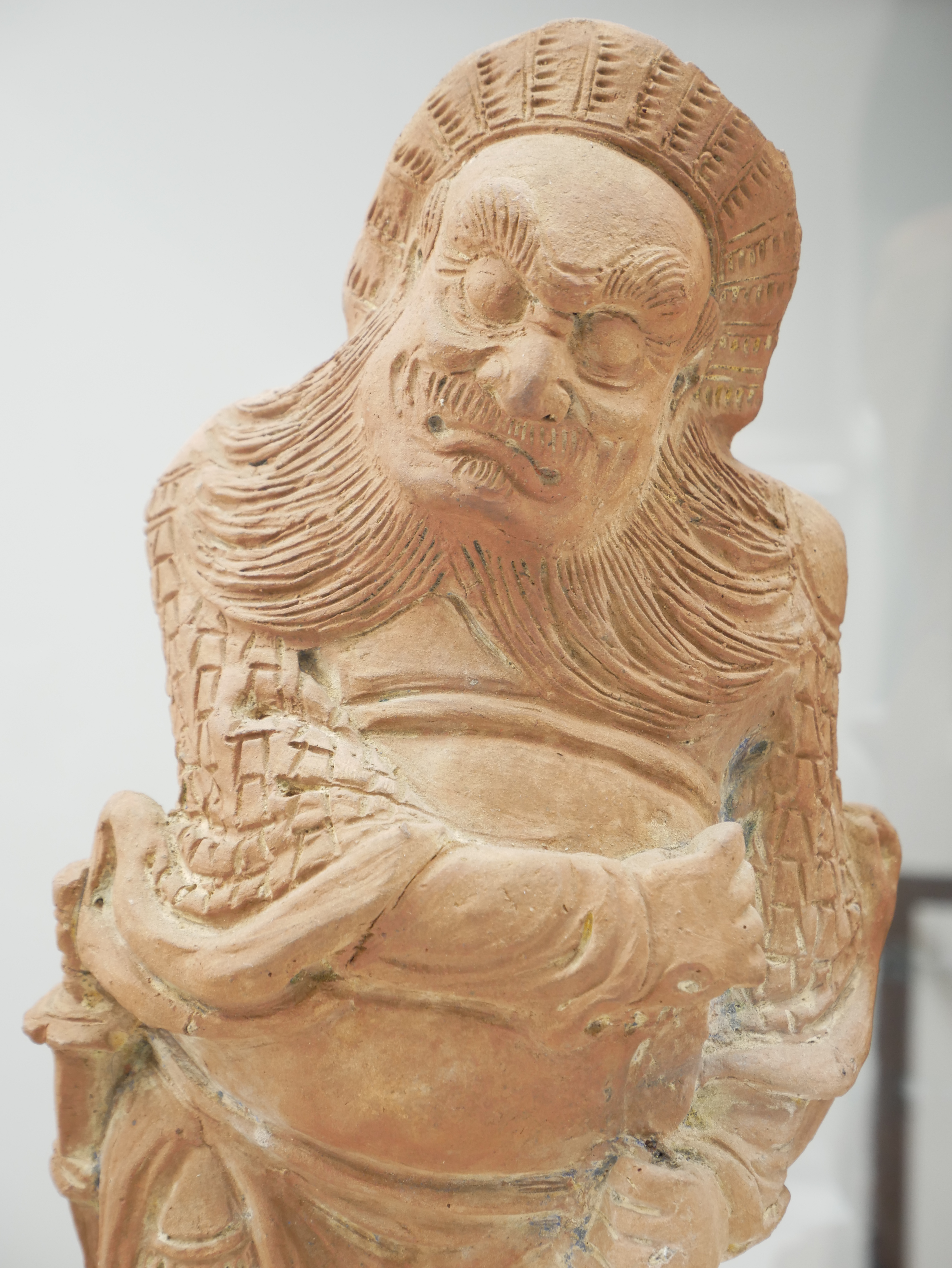
陶製周倉像

### 三國演義
《三國演義》中關羽辭行曹操、過五關斬六將，在臥牛山與周倉初遇。周倉原在黄巾軍張寶麾下，黃巾軍遭滅後嘯聚山林、築寨為王，因久慕關羽盛名，遂放火燒寨、遣散部眾以示其誠，隻身跟隨關羽。
關羽鎮守荊州對抗曹魏名將于禁與白馬將軍龐德時，使用水計大敗魏軍，期間周倉與龐德在水中激鬥一場，最終龐德因為不識水性而敗於周倉之手。
周倉在得知君主關羽父子退走麥城被孫權斬首後，也自刎殉主。

### 影視
- 1994年《三國演義》（中國中央電視台電視劇集）：劉潤成
- 1996年《三國英雄傳之關公》（中華電視公司 台灣電視劇）：鹿峰
- 2010年《三國》（中國大陸電視劇）：張驕陽

### 動漫遊戲
- 三國志
- 三國演義
- 《火鳳燎原》（陳某）
- 《無雙☆群星大會串》
- 《真·三國無雙8》（光榮特庫摩，澤城千春配音）

## 腳註
1. ↑  《浪跡續談·卷六》:今《山西通志》云： “周将军仓，平陆人，初为张宝将，后遇关公于卧牛山，遂相从，樊城之役，生擒庞德，后守麦城，死之。”
2. ↑  見《三國志》吳書‧周瑜魯肅呂蒙傳，原文：「肅邀羽相見，各駐兵馬百步上，但諸將軍單刀俱會。肅因責數羽曰：“國家區區本以土地借卿家者，卿家軍敗遠來，無以為資故也。今已得益州，既無奉還之意，但求三郡，又不從命。”語未究竟，坐有一人曰：“夫土地者，惟德所在耳，何常之有！”肅厲聲呵之，辭色甚切。羽操刀起謂曰：“此自國家事，是人何知！”目使之去。」
3. ↑  .   [2017-03-26]. （原始内容存档于2021-04-15）.
4. ↑  .   [2017-03-26]. （原始内容存档于2020-10-27）.
5. ↑  .   [2017-03-26]. （原始内容存档于2021-06-15）.